# Карлі Чайкін
Карлі Чайкін (англ. Carly Chaikin; нар. 26 березня 1990, Санта-Моніка, Каліфорнія, США) — американська акторка та продюсерка.

## Життєпис
Народилася в Санта-Моніці, Каліфорнія в родині кардіолога Майкла Чайкіна та психотерапевтки Лорі Чайкін (до шлюбу Гросс). Виховувалася в юдейській вірі. Навчалася в школі для дівчат. В шкільні роки грала в баскетбол, волейбол, софтбол та футбол. Після участі в шкільній виставі вирішила стати акторкою .

## Кар'єра
Чайкін дебютувала в фільмі «Консультанти» (2009). У 2010 з'явилася з Майлі Сайрус в екранізації однойменного роману Ніколаса Спаркса «Остання пісня». З 2011 по 2014 знімалася у американському комедійному телесеріалі «Передмістя», за роль у якому номінувалась на нагороду премій «Вибір тінейджерів» та «Вибір телевізійних критиків».
З 2014 грає з Рамі Малеком та Крістіаном Слейтером у американському серіалі «Пан Робот».
Також є художницею-самоучкою.

## Фільмографія
| Рік         | Українською              | Мовою оригіналу        | Роль            | Примітки        |
| ----------- | ------------------------ | ---------------------- | --------------- | --------------- |
| 2009        | Консультанти             | The Consultants        | Вероніка        |                 |
| 2010        | Остання пісня            | The Last Song          | Блейз           |                 |
| 2010        | Втікач                   | Escapee                | Лінн Петерсон   |                 |
| 2011 — 2014 | Передмістя               | Suburgatory            | Далія Ройс      | телесеріал      |
| 2012        | Спецназ: Сан-Дієго       | NTSF:SD:SUV            | Бріттані        | 1 епізод        |
| 2012        | Мій дядько Рафаель       | My Uncle Rafael        | Кім             |                 |
| 2012        | Нікуди йти               | Nowhere to Go          | Остін           | короткометражка |
| 2013        | За кадром                | In a World             | Мучитель        |                 |
| 2013        | Довбаний день народження | Happy Fucking Birthday | Медді МакДауел  | короткометражка |
| 2014        | Дисонанс                 | Dissonance             | Джулія          | короткометражка |
| 2015        | Погана кров              | Bad Blood              | Френсіс         |                 |
| 2015        | Мерон                    | Maron                  | Тіна            | 1 епізод        |
| 2015 —      | Пан Робот                | Mr. Robot              | Дарлін          |                 |
| 2016        | У мене                   | Into Me                |                 | короткометражка |
| 2018        | Соціальні тварини        | Social Animals         | Клер            |                 |
| 2019        | У темряву                | Into the Dark          | Даніель Вільямс |                 |

## Премії та номінації
| Year | Award                           | Category                                                   | Nominated work | Result    |
| ---- | ------------------------------- | ---------------------------------------------------------- | -------------- | --------- |
| 2013 | FirstGlance Film Fest Hollywood | Найкращий короткометражний фільм (спільно з Робертом Меєм) | Нікуди йти     | Перемога  |
| 2013 | Вибір телевізійних критиків     | Найкраща акторка у комедійному серіалі                     | Передмістя     | Номінація |
| 2013 | Teen Choice Awards              | Найкращий лиходій                                          | Передмістя     | Номінація |